# Tenisová sezóna Rogera Federera 2014
Tenisová sezóna Rogera Federera 2014 začala oficiálně 30. prosince 2013, kdy byl rozehrán australský turnaj Brisbane International. Švýcarský tenista na něm postoupil do 114. kariérního finále, v němž nestačil na Australana Lleytona Hewitta. Na úvodním Grand Slamu Australian Open zopakoval výsledek z předchozích dvou let, když vypadl v semifinále. Jeho přemožitelem se stala španělská světová jednička Rafael Nadal. Na antukovém French Open zaznamenal nejhorší výsledek od sezóny 2004, když vypadl ve čtvrtém kole s Lotyšem Ernestsem Gulbisem po pětisetové bitvě. Podeváté se probojoval do finále Wimbledonu. Po pětisetovém dramatu podlehl světové dvojce Novaku Djokovićovi a podruhé v All England Clubu skončil jako poražený finalista. Podruhé v roce si zahrál semifinále grandslamu na US Open, kde skončil na raketě téměř bezchybně hrajícího Chorvata Marina Čiliće.
V březnu slavil svůj šestý titul z Dubai Duty Free Tennis Championships, když ve finále zdolal Tomáše Berdycha. Jako první tenista historie tak na celkových odměnách vydělal více než 80 miliónů dolarů. Na následném Indian Wells Masters prohrál ve finále se Srbem Novakem Djokovićem. Ani čtvrtou finálovou účast na dubnovém Monte-Carlo Rolex Masters neproměnil v titul po porážce od krajana Stana Wawrinky. Druhou trofej sezóny získal na červnovém Gerry Weber Open po výhře nad Kolumbijcem Alejandrem Fallou, když zvládl tiebreaky obou sad.
Letní sérii US Open rozehrál na torontském Canada Masters, kde jej ve finálovém duelu zdolal Francouz Jo-Wilfried Tsonga. Navazující Cincinnati Masters již vyhrál, když si po vítězství nad Davidem Ferrerem připsal rekordní šestou trofej z této události. Čtvrtý titul roku docílil po výhře nad Gillesem Simonem na Shanghai Masters, čímž zvýšil rekord na 17 turnajových vavřínů série Masters z tvrdého povrchu. V říjnu pak završil rekordní šestý vavřín na Swiss Indoors. Jedenáctým finále z jednoho turnaje vytvořil nový mužský rekord otevřené éry tenisu.
Na londýnském Turnaj mistrů vytvořil třináctou účastí v řadě nový rekord. Podeváté na něm postoupil do finále, čímž vyrovnal Lendlův rekordní zápis. Před kláním s Djokovićem však odstoupil pro zádové potíže. Poprvé ve 45leté historii této události se závěrečný duel neodehrál.
Se švýcarským daviscupovým týmem postoupil poprvé v kariéře do finále Světové skupiny, v němž porazili Francii 3:1 na zápasy. Reprezentanti země „helvetského kříže“ tak poprvé v historii zvedli nad hlavu „salátovou mísu“ pro vítěze Davisova poháru.
Tenisovou sezónu zakončil popáté v kariéře na 2. místě žebříčku ATP.

## Přehled sezóny

### Zimní sezóna na tvrdém povrchu

#### Brisbane International
Sezónu odstartoval na přelomu nového roku, když se poprvé v kariéře rozhodl zúčastnit australského Brisbane International. Po volném losu narazil ve druhém kole na Fina Jarkka Nieminena. Ačkoli se hráč z konce čtvrté desítky snažil v úvodním setu o agresivní pojetí hry, na švýcarskou turnajovou jedničku to nestačilo. Po dvousetové výhře udržel Federer vzájemnou neporazitelnost.
Ve čtvrtfinále jej vyzval Australan Marinko Matosevic, jenž utržil za necelou hodinu debakl, když uhrál pouze dva gamy. Mezi poslední čtyřkou tenistů mu další zástupce čtvrté světové desítky Jérémy Chardy z Francie ukořistil první sadu v sezóně, když zvládl tiebreak prostředního dějství. K postupu do finále favoritovi stačilo po jednom prolomeném podání v prvním a třetím setu. Aktéři na dvorci strávili téměř dvě hodiny. Ve 114. singlovém finále kariéry se utkal s bývalou světovou jedničkou Lleytonem Hewittem. Po dobrém vstupu soupeře do zápasu, kdy Australan získal úvodní set 6–1, vyrovnal basilejský rodák poměr na 1–1 a vynutil si rozhodující sadu. V ní si turnajový titul připsal Hewitt po výsledku 6–3.

#### Australian Open
Druhou událostí roku se stal Australian Open v Melbourne Parku, kam přijížděl jako šestý nasazený. Federer svou 57. grandslamovou účastí bez přerušení ustavil nový historický rekord, když od Australian Open 2000 nechyběl na žádném majoru.

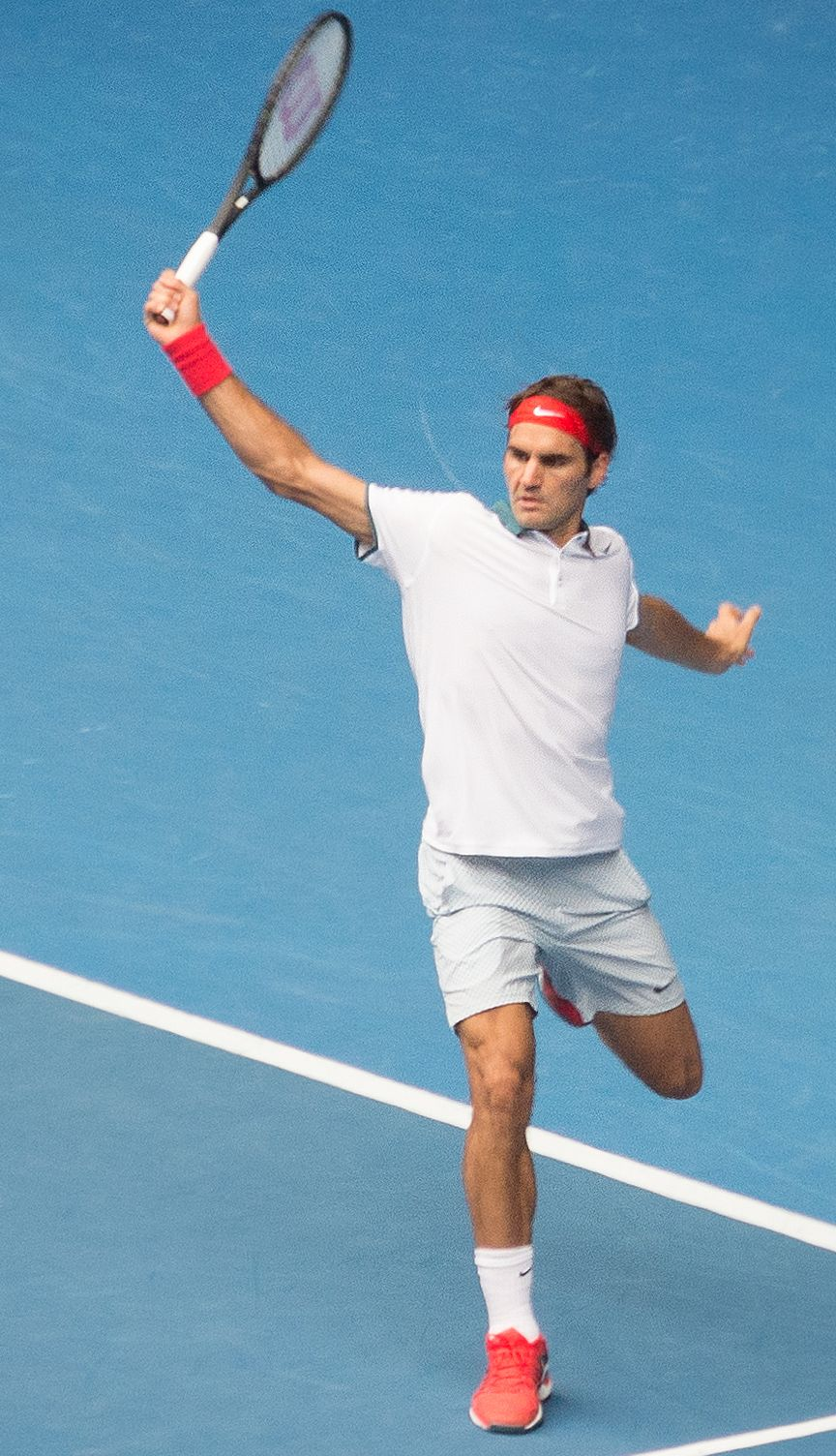
Jednoručný bekhend na Australian Open

V úvodním střetnutí přešel přes Australana hrajícího na divokou kartu Jamese Duckwortha. K třísetové výhře mu pomohla čtyři prolomená podání. Bez zaváhání prošel i druhou fází, když zdolal slovinského tenistu Blaže Kavčiče. V prvních dvou sadách dokázal soupeř získat jen tři hry. Následně Federer polevil v koncentraci, což vyústilo ve vyšší počet nevynucených chyb a nutnost duel rozhodnout ve zkrácené hře. Její zvládnutí znamenalo 343. vyhraný tiebreak v kariéře, když si připsal sedm z posledních osmi odehraných míčů. Na cestě za jubilejním 70. vítězným zápasem na Australian Open uzmul Slovinci šestkrát servis. Ve třetím kole narazil poprvé za posledních šest na Rusa Teimuraze Gabašviliho. Ve třech vítězných setech využil pět breakbolů. Pět soupeřových šancí na ztrátu svého podání naopak odvrátil.
Také osmifinálový duel prošel bez ztráty setu, když na jeho raketě zůstala světová desítka Jo-Wilfried Tsonga z Francie. V každé sadě dokázal využít jeden break. Útočný styl hry a náběhy na síť mu přinesly breakové příležitosti, které dokázal vždy jedenkrát v setu využít. Pojedenácté v řadě se tak probojoval do čtvrtfinále Australian Open, což představovalo nový turnajový rekord. Současně se 41 účastí ve čtvrtfinále Grand Slamu dotáhl na první příčku Jimmyho Connorse. Mezi poslední osmičkou tenistů oplatil prohru z předchozího roku čtvrtému muži světa Andymu Murraymu. Ve čtyřsetovém průběhu nevyužil několik šancí na break a neproměnil ani dva mečboly v tiebreaku třetí sady. V semifinále však nenašel recept na neoblíbeného soupeře, úřadující světovou jedničku, Rafaela Nadala, proti kterému nedokázal uhrát ani jeden set. Pátá vzájemná porážka za sebou znamenala vyřazení a pád na 8. místo v následné klasifikaci žebříčku ATP.

#### 1. kolo Světové skupiny Davis Cupu
Na přelomu ledna a února nastoupil za Švýcarsko do 1. kola Světové skupiny Davis Cupu proti druhému nasazenému Srbsku. Hrálo se na tvrdém povrchu arény Spens Sport Centre v Novim Sadu. V týmu se potkal se Stanem Wawrinkou, jenž o týden dříve dosáhl na svůj premiérový grandslam Australian Open. Wawrinka plnil poprvé v kariéře roli švýcarské jedničky, když mu patřila 3. příčka žebříčku a Federer pak dvojky, nacházející se na 8. pozicí. V otevíracím utkání nastoupil Federer ke svému jedinému zápasu proti srbské jedničce Ilijovi Bozoljacovi, s nímž si poradil ve třech setech 6–4, 7–5 a 6–2. Soupeři postrádali absentující světovou dvojku Novaka Djokoviće. Basilejský rodák po dohrání uvedl: „Ilija hrál dobře, především ve druhém setu. Nebyl to snadný zápas, v té chvíli to klidně mohlo být 1:1.“
Po sobotní čtyřhře vedli Švýcaři 3:0 na zápasy. V nedělních dvouhrách pak domácí výsledek zkorigovali na konečných 2:3. Federer přislíbil účast i ve čtvrtfinále na půdě Kazachstánu. Silný tým helvetského kříže usiluje se dvěma hráči první světové desítky zaútočit na salátovou mísu.

#### Dubai Tennis Championships
Po třítýdenním odpočinku se na dvorce vrátil arabským turnajem Dubai Duty Free Tennis Championships, kde startoval jako čtvrtý nasazený. Na úvod si hladce poradil s Němcem Benjaminem Beckerem. Poté narazil na prvního z trojice Čechů, nejzkušenějšího z nich Radka Štěpánka, s nímž svedl vyrovnanou bitvu. Zatímco čtyřikrát jej soupeř breaknul, a to pokaždé při prvním servisu v setu, sám dokázal prolomit podání osmkrát.
Ve čtvrtfinále zdolal Lukáše Rosola po dvousetovém průběhu. V prvním vzájemném utkání obou hráčů vzal Rosol Švýcarovi podání také během jeho prvního servisu. Následně však světová osmička vyhrála šest her v řadě. Ve druhé sadě pak ztratila stejný počet dvou gamů a za necelou hodinu postoupila do semifinále. V něm Federer narazil na jednoho z velkých protivníků na okruhu, druhého hráče žebříčku a obhájce titulu Novaka Djokoviće. Přes ztrátu úvodního setu dokázal basilejský rodák průběh zápasu otočit a připsat si první vzájemnou výhru po dvou letech, čímž přerušil šňůru tří porážek. Ve finále jej čekala světová šestka Tomáš Berdych, jemuž oplatil dubajskou prohru z předchozího ročníku, když nevyužil mečboly. Přestože měl opět pomalejší start do utkání, který znamenal ztrátu úvodního dějství, další dva sety získal a slavil první titul od června 2013, kdy vyhrál na travnatém Gerry Weber Open.
Vybojoval tak 78. titul na okruhu ATP, čímž se na třetím místě otevřené éry osamostatnil od Johna McEnroea. Vyhraným turnajem ve čtrnácté sezóně bez přerušení současně vyrovnal rekord Ivana Lendla. Po utkání Federer sdělil: „Byl to těžký zápas. Tomáš vedl, mohl a měl ten zápas dovést do vítězného konce, ale já měl možná trochu štěstí. Jsem moc spokojený se svou dnešní hrou i v celém týdnu.“ Jako první tenista v historii se díky dubajské odměně přehoupl přes 80 miliónů dolarů.

#### BNP Paribas Open
První ze dvou tradičních březnových Mastersů BNP Paribas Open v kalifornském Indian Wells rozehrál po volném losu proti Francouzi Paulu-Henrimu Mathieuovi, jehož zdolal ve dvou setech, když proměnil tři breakboly a ve druhém dějství uspěl v tiebreaku. Ve třetím kole zvládl zápas proti světové třicítce Dmitriji Tursunovovi. Oba soupeři si dvakrát vzali servis a o postupujícím rozhodly dvě zkrácené hry ve prospěch Švýcara. V osmifinále si poradil s 12. hráčem žebříčku Tommym Haasem. V každé sadě basilejskému rodáku stačil dvougamový rozdíl, aby přes zkušeného Němce přešel.
Čtvrtfinálovým soupeřem se stal Jihoafričan Kevin Anderson z konce elitní dvacítky klasifikace. Přestože v prvním setu Anderson zachránil několik breakových hrozeb, prohrál jej ztrátou podání v závěrečné dvanácté hře. Švýcar poté odskočil pětigamovým trhákem do vedení a za hodinu a devět minut proměnil mečbol. V semifinále hladce zdolal Ukrajince Alexandra Dolgopolova, když mu čtyřikrát sebral servis a za více než hodinu ztratil jen čtyři gamy. V dramatickém finále svedl třísetovou bitvu se světovou dvojkou Novakem Djokovićem. O vítězi rozhodla až zkrácená hra třetí sady, která připadla Srbovi poměrem 7–3.

#### Sony Open Tennis
V roli turnajové pětky měl v prvním kole miamského Sony Open Tennis volný los. Ve druhém porazil Chorvata s dělovým podáním Iva Karloviće, když v úvodu zápasu získal break, jehož podržení znamenalo zisk úvodní sady dvougamovým rozdílem. Druhé dějství dospělo do tiebreaku, jenž Švýcar zvládl poměrem míčů 7–4. Následně vyřadil Nizozemce z druhé stovky žebříčku Thiema de Bakkera po dvousetovém průběhu. V osmifinále na něj nenašla recept světová devítka Richard Gasquet, když za 49 minut dokázala získat tři hry. Federer prolomil pětkrát soupeřův servis a vyrobil jen osm nevynucených chyb. Mezi poslední osmičkou jej však zastavil japonský tenista Kei Nišikori, figurující na 21. místě světové klasifikace. Basilejský rodák si připsal úvodní dějství a ve druhém pak dvakrát sebral protivníkovi podání. Ten si jej vždy v následující hře vzal re-breakem zpátky. V závěru pak sám prolomil servis a o postupujícím musel rozhodnout až třetí set. Za stavu 5:4 na gamy v něm Nišikori proměnil třetí mečbolovou příležitost. Federer po vyřazení uvedl: „Nemohl jsem dnes najít rytmus na podání, Kei se navíc skvěle držel. Hrál vyrovnaněji než já“.

### Čtvrtfinále Světové skupiny Davis Cupu
Švýcarský tým opět v nejsilnějším složení přivítal mezi 4. až 6. dubnem Kazachstán ve čtvrtfinále Světové skupiny. Hrálo se na tvrdém povrchu v ženevské hale Palexpo. Po překvapivé úvodní prohře světové trojky Wawrinky nastupoval Federer do pátečního singlu za nepříznivého stavu 0:1 na zápasy. Průběh duelu proti 56. hráči žebříčku Michailu Kukuškinovi však zvládl bez zaváhání a výsledkem 6–4, 6–4, 6–2, srovnal na 1:1. Do sobotní čtyřhry nastoupil tradičně po boku Wawrinky v rolích favoritů. Zápas však s párem Andrej Golubjev a Oleksandr Nedověsov nezvládli a po čtyřsetovém průběhu odešli poraženi 4–6, 6–7, 6–4 a 6–7. Nepříznivý stav 1:2 na zápasy srovnal Wawrinka nedělní výhrou nad Kukuškinem. Federer pak v rozhodujícím duelu proti Golubjevovi získal třetí postupový bod, když soupeře přehrál 7–6, 6–2 a 6–3. Posunul tak švýcarské družstvo poprvé od roku 2003 do semifinále a vyrovnal své kariérní maximum. Současně zaznamenal 35. singlovou výhru v soutěži, čímž navýšil rekordní zápis ve švýcarském týmu.

### Antuková sezóna

#### Monte-Carlo Rolex Masters
Antukovou část roku rozehrál po obdžení divoké karty na Monte-Carlo Rolex Masters, události ze série ATP Masters 1000, na které startoval poprvé od sezóny 2011. Po volném losu, který měl jako čtvrtý nasazený, podruhé v sezóně porazil alespoň dva zástupce českého tenisu na jediném turnaji. Ve druhém kole hladce přešel přes Radka Štěpánka a ve třetím zdolal Lukáše Rosola. Oba Češi se na evropský kontinent vraceli po víkendovém daviscupovém střetnutí z japonských ostrovů. První z nich za 52 minut uhrál na Švýcara tři gamy, když neproměnil ani jednu ze dvou breakových šancí. Naopak Federer využil všechny čtyři breakboly.
 Rosol dokázal soupeři vzít za 58 minut pět her a jednou prolomit podání.
Ve čtvrtfinále si basilejský rodák poradil se světovou dvanáctkou Jo-Wilfriedem Tsongou. Poprvé v kariéře s ním prohrál úvodní set, ale průběh zápasu dokázal otočit, i přes nevyužití prvních patnácti breakových příležitostí. Po 2.26 hodinách postoupil do semifinále, když si oba hráči v zápase dvakrát prolomili podání. Podruhé v rozmezí jednoho měsíce následně vyřadil světovou dvojku a obhájce titulu Novaka Djokoviće, čímž ukončil Srbovu neporazitelnost v sérii Masters trvající od Shanghai Masters 2013. V duelu hraném hodinu a čtvrt proměnil tři z pěti breaků. Naopak Djoković nedokázal sebrat soupeřův servis při dvou příležitostech ani jednou. Ve finále jej vyzval třetí hráč světa Stan Wawrinka. Po čtrnácti letech tak finálový duel okruhu ATP Tour zažil pouze švýcarské obsazení. Krajanu podlehl po třísetovém průběhu 4–6, 7–6 a 6–2 a z celkových patnácti vzájemných střetnutí jej Wawrinka zdolal teprve podruhé. Premiérově se tak stalo na Monte Carlo Masters 2009. Federer tak ani na čtvrtý pokus nevyhrál přímý souboj o monacký titul, když už jej v letech 2006–2008 přehrál Rafael Nadal. V duelu trvajícím 2.14 hodiny využil dva ze tří breaků. Soupeř mu podání prolomil třikrát ze sedmi příležitostí. Po finále sdělil: „Prožil jsem zde skvělý týden. Gratuluju Stanovi, doufám, že budeš takhle pokračovat i další roky,“ a Wawrinka dodal: „V lednu jsem vyhrál první grandslam, teď poprvé Masters. To potěší, nádhera. Ale Rogere, ty jsi nejlepší ze všech, je to pro mě pokaždé výjimečné hrát proti tobě.“

#### Mutua Madrid Open
Jako turnajová čtyřka se měl zúčastnit Mutua Madrid Open. Z události se však odhlásil, když dal přednost rodinným záležitostem. Ve večerních hodinách 6. května porodila v Curychu manželka Mirka Federerová druhá dvojčata, syny Lea a Lennyho.

#### Internazionali BNL d'Italia
Do Rome Masters vstupoval jako čtvrtý nasazený a obhájce finálové účasti z roku 2013. Po volném losu však podlehl Francouzi Jérémymu Chardymu z konce první padesátky žebříčku až po nezvládnutém tiebreaku rozhodující sady poměrem míčů 6:8.

#### French Open
Na antukový grandslam French Open přijížděl jako čtvrtý nasazený. V prvních dvou kolech neztratil žádný set, když na úvod zdolal Slováka Lukáše Lacka a poté argentinského kvalifikanta Diega Schwartzmana, tenisty figurující okolo hrany první a druhé stovky žebříčku. Podruhé v sezóně si ve třetí fázi poradil s Rusem a třicátým prvním nasazeným Dmitrijem Tursunovem, jenž mu dokázala sebrat druhou sadu v těsném tiebreaku poměrem míčů 9:7. Jednalo se o jejich premiérové vzájemné klání na antukovém povrchu.
V osmifinále však nestačil na kvalitně hrajícího Lotyše a světovou sedmnáctku Ernestsa Gulbise, jenž v týdnu před grandslamem vyhrál přípravný turnaj v Nice a zažíval dosud nejlepší sezónu kariéry. Soupeři si rozdělili v úvodních dvou setech po jedné vyhrané zkrácené hře. Následně šel Lotyš do vedení 2:1 na sety. Švýcar dokázal vývoj zápasu srovnat, ale v rozhodujícím dějství měl navrch protivník. Federer zaznamenal na Roland Garros nejhorší výsledek od sezóny 2004, kdy skončil ve třetí fázi turnaje. Skončila tak jeho devítiletá série, kdy se probojoval alespoň do čtvrtfinále. Gulbis po zápase prohlásil: Je to moje největší vítězství v kariéře.

### Sezóna na trávě

#### Gerry Weber Open
Travnatou část roku rozehrál na červnovém Gerry Weber Open ve vestfálském Halle. Roku 2010 Federer uzavřel s pořadateli turnaje smlouvu na každoroční účast v soutěži..
V soutěži dvouhry měl jako druhý nasazený volný los do druhého kola. V něm z pozice obhájce titulu otočil průběh utkání s Brazilcem João Sousou z konce první padesátky žebříčku. Po ztrátě úvodní sady v tiebreaku získal zbylé dvě a postoupil do čtvrtfinále. V důsledku odstoupení Tchajwance Jana-suna Lua prošel bez boje do semifinále. V něm jej vyzval nejlepší asijský tenista a světová dvanáctka Kei Nišikori. Po vítězství ve dvou setech se podeváté probojoval do finále Halle Open, v němž navýšil rekordní počet titulů na sedm. Ve vyrovnaném průběhu proti 69. kolumbijskému hráči žebříčku Alejandru Fallovi zvládl tiebreaky obou setů. Vzájemný poměr zápasů tak zvýšil na 6–0. Ve Wimbledonu 2010 byl nejblíže porážce, když s Kolumbijcem otočil nepříznivý stav 0:2 na sety. Švýcar tak získal celkově 79. kariérní titul z dvouhry na okruhu ATP Tour a prodloužil také rekordní zápis na čtrnáct turnajů vyhraných na trávě, nejvíce v otevřené éře mužského tenisu. Poražený Falla ocenil soupeřovu hru v tiebreacích: „V tie-breacích je to král králů.“ Federer uvedl: „Vyhrát v tie-breaku je vždycky výjimečné, jsou to velké emoce, euforie, … Povedlo se mi vyrovnat se soupeřovými silnými zbraněmi, stejně jako v semifinále proti Nišikorimu. Hrál jsem proti nim druhý a třetí zápas na trávě a jsem spokojený s tím, jak mi to šlo.“
V soutěži čtyřhry došel s krajanem a přítelem z dětství Marcem Chiudinellim také do finále, kde nestačili na německo-rakouský pár deblových specialistů Andreho Begemanna a Juliana Knowleho až v supertiebreaku rozdílem dvou míčů [10–12]. Deblové finále si zahrál po více než třech letech, poprvé od Indian Wells Masters 2011.

#### Wimbledon
Na londýnský grandslam do Wimbledonu zavítal jako čtvrtý nasazený.

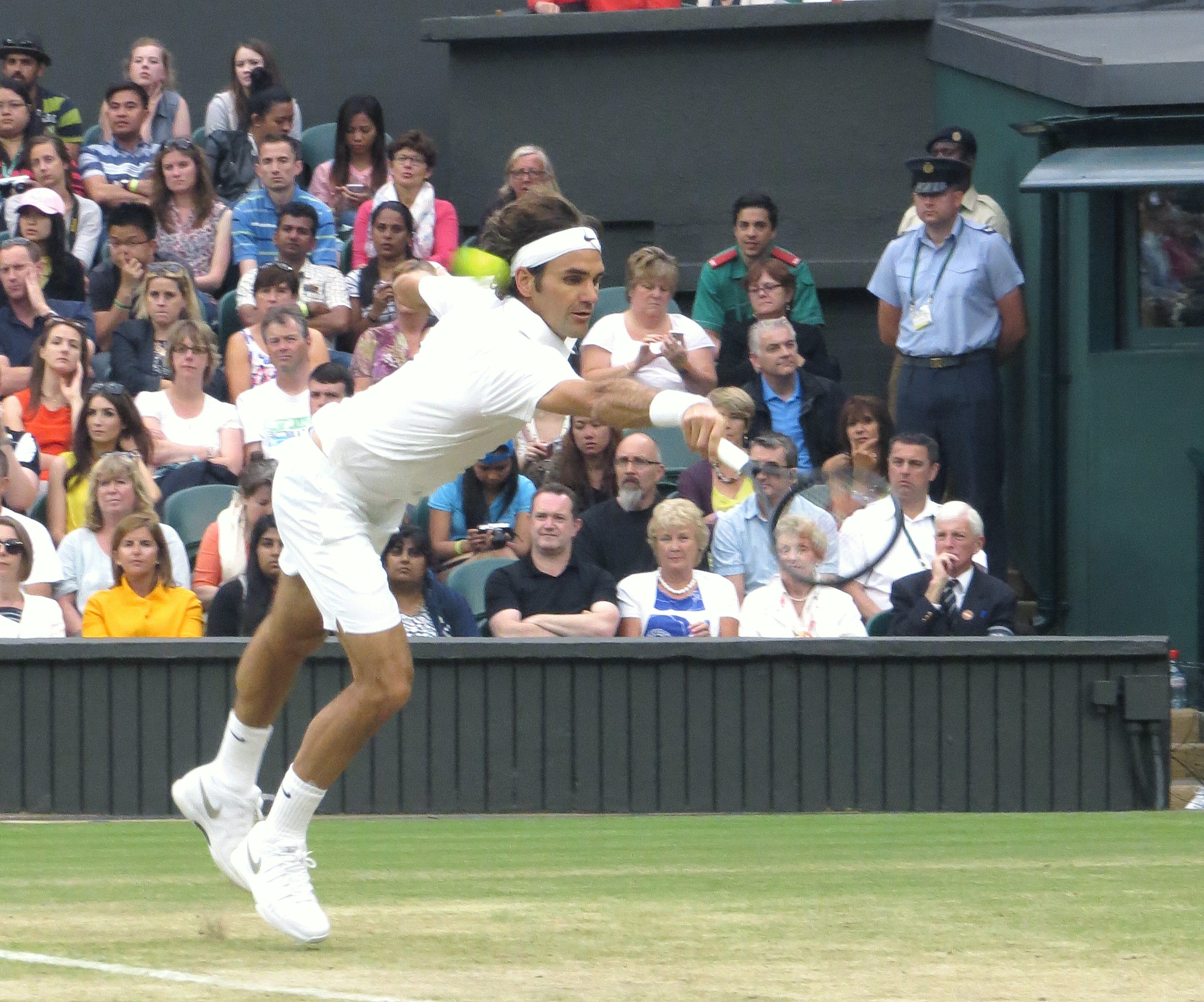
Roger Federer postoupil do svého 9. wimbledonského finále, z něhož odešel podruhé poražen.

Prvními čtyřmi koly prošel bez ztráty sady a bez jediného ztraceného servisu. Na jeho raketě v nich postupně zůstali italský hráč Paolo Lorenzi, lucemburský kvalifikant Gilles Müller, Kolumbijec Santiago Giraldo a dvacátý třetí nasazený Španěl Tommy Robredo. Docílil tak 42. čtvrtfinálové účasti v grandslamové dvouhře, čímž překonal stávající rekord Američana Jimmyho Connorse. Ve čtvrtfinále přehrál světovou trojku a turnajovou pětku Stana Wawrinku po čtyřsetovém průběhu, když proměnil až pátý mečbol. Zápas představoval první mužské čtvrtfinále ve Wimbledonu složené pouze ze švýcarských tenistů. Probojoval se tak do svého 35. semifinále na turnajích „velké čtyřky“, kde jej vyzval osmý nasazený Kanaďan Milos Raonic. Pro kanadského hráče zápas představoval naopak premiérové semifinále na Grand Slamu. Na švýcarského favorita nenalezl recept a poté, co v každé sadě ztratil jedno podání, odešel poražen poměrem 4–6, 4–6 a 4–6. První dvě sady trvaly 33 minut a závěrečná o jednu minutu více. Basilejský rodák postoupil již do svého devátého wimbledonského finále, když všechny odehrané semifinálové duely zvládl.
Finálové klání mezi Djokovićem a Federerem bylo 35. vzájemným střetnutím, čímž vyrovnali zápasovou bilanci svých trenérů přítomných v lóži Beckera a Edberga. Úvodní set dospěl do tiebreaku, z něhož vyšel vítězně Švýcar poměrem míčů 9:7, přestože v něm čelil dvěma setbolům za stavu 5:6 a 6:7. Ztráta jeho podání ve třetí hře druhého dějství stačila Srbovi ke srovnání sad na 1–1. Federer tak podruhé v celém turnaji přišel o servis.

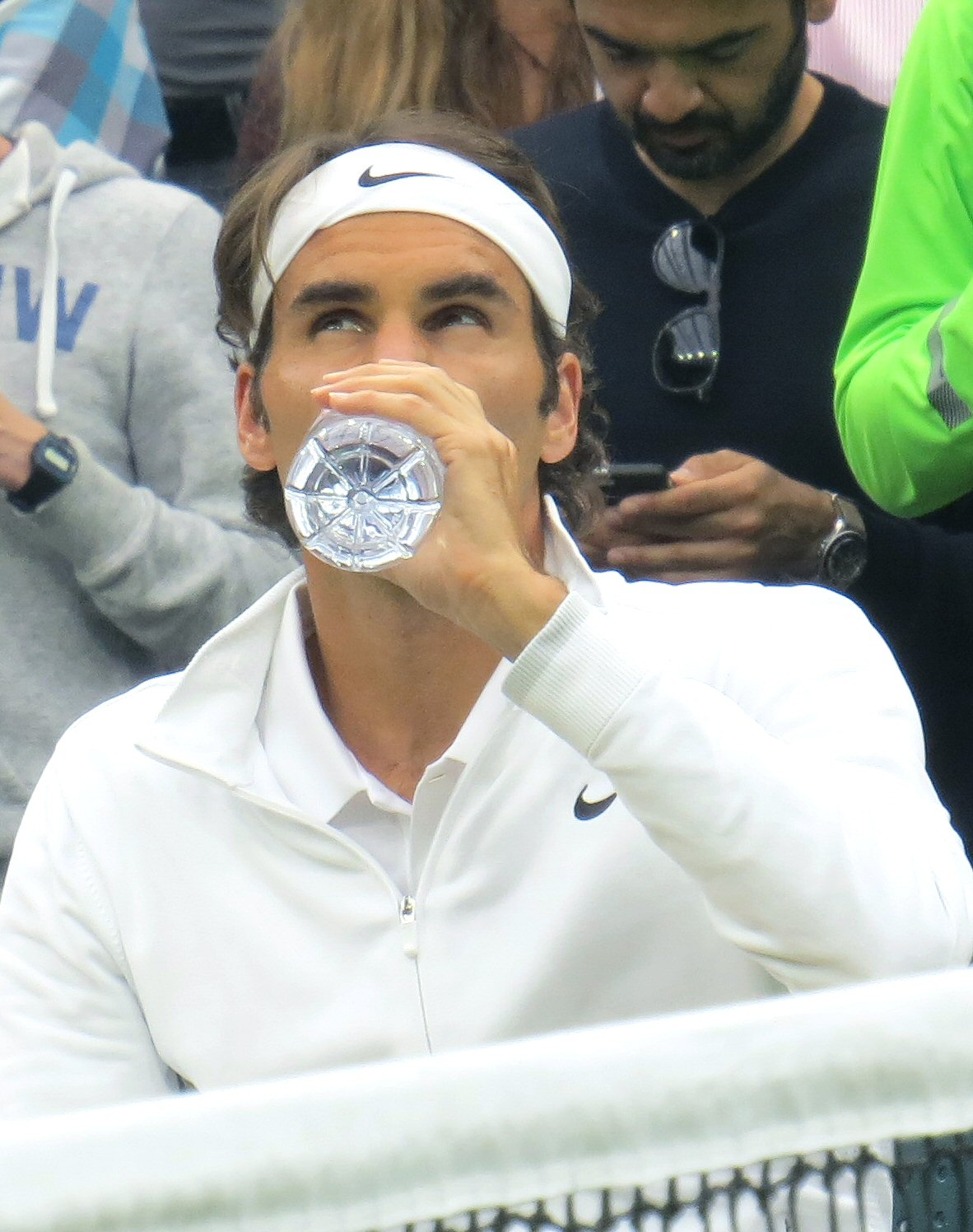
Při výměně stran v 1. kole

Třetí fáze finále se obešla bez prolomeného podání. Ve zkrácené hře tentokrát dominoval Jihoslovan poměrem míčů 7:4. Ve čtvrté sadě následovaly tři breaky v řadě, počínaje čtvrtým gamem. Djoković již vedl 5–2. Za stavu 5–3 podával na vítězství, ale zakončení duelu nezvládl. V následujícím gamu odvrátil Švýcar mečbol za stavu 30:40, když mu pomohlo jestřábí oko, které opravilo původně zahlášený aut na eso. Obrat v setu sedminásobný vítěz dovršil breakem na 7–5 a vynucením si rozhodující sady. V ní měl první příležitost prolomit podání švýcarský hráč za stavu her 3–3. Nevyužil ji, stejně jako soupeř tři příležitosti v následujícím gamu. K dalším dvěma breakbolům se Srb propracoval za stavu 5–4 na gamy a druhý z nich již proměnil díky Federerově bekhendu do pásky. To znamenalo vítězný konec zápasu i celého turnaje.
Federer prohrál třetí grandslamové finále z posledních pěti, v téměř 33 letech, a stal se třetím nejstarším finalistou Wimbledonu v open éře. Starším dvojnásobným finalistou byl pouze Ken Rosewall v letech 1970 a 1974. V následné pondělní aktualizaci žebříčku ATP ze 7. července vystřídal na třetí příčce krajana Wawrinku, když postoupil o jednu pozici.

### Severoamerická letní US Open Series
Na počátku srpna rozehrál letní US Open Series na tvrdých dvorcích v Severní Americe.

#### Canada Masters
Premiérovou událostí se pro něj stal Rogers Cup, kam zavítal poprvé od roku 2011. V roli turnajové dvojky, při absenci zraněného Nadala, obdržel volný los do druhého kola. V něm, jako dvojnásobný vítěz turnaje, rychle zdolal Kanaďana Petera Polanského, startujícího na divokou kartu. Poté si poradil s chorvatskou světovou osmnáctkou Marinem Cilićem v dramatickém třísetovém souboji. Úvodní dvě sady rozhodly až zkrácené hry a třetí pak Švýcar získal poměrem gamů 6–4.
Ve čtvrtfinále jej čekal opět třísetový duel proti Davidu Ferrerovi, který zvládl. Mezi poslední čtyřkou nezaváhal s dalším Španělem, figurujícím na 25. příčce, Felicianem Lópezem, jehož přehrál ve dvou setech. V sérii Masters tak postoupil do svého 37. finále, kde jej vyzval třináctý nasazený Francouz Jo-Wilfried Tsonga. Po nezvládnutých koncovkách obou sad prohrál pátý souboj o titul v probíhající sezóně. Jedno vyhrané utkání jej tak po turnaji dělilo od rekordního 300. vítězného zápasu v sérii Masters.

#### Cincinnati Masters
Na Cincinnati Masters přijel opět v roli druhého nasazeného s volným losem do druhého kola.
Postupem přes Kanaďana Vaska Pospíšila ve třech setech se stal prvním tenistou, který zvítězil ve 300. zápase série Masters. Po turnaji pak jeho zápasová bilance v této kategorii činila 304–89. Ve třetím kole narazil na dvaadvacátého muže žebříčku Gaëla Monfilse, s nímž také ztratil prostřední sadu. Zvládnuté čtvrtfinále nad skotskou světovou devítkou Andym Murraym znamenalo postup mezi poslední čtyřku, kde jej vyzval druhý zástupce kanadského tenisu Milos Raonic. Výhra nad Murraym znamenala srovnání vzájemné zápasové bilance obou tenistů na 11–11. Sedmý hráč žebříčku Raonic nekladl velký odpor, když celkově dokázal uhrát pět gamů.
Ve finále jej vyzval Španěl David Ferrer, šestý hráč klasifikace, který nenašel na Švýcara recept. I přes ovládnutí druhého setu prohrál 6–3, 1–6 a 6–2. Basilejský rodák prolomil soupeřovo podání v osmé hře úvodní sady a zachránil čtyři breakboly v předposledním gamu, než získal první set poměrem 6–3. V zahajovací hře druhého dějství naopak Ferrer odvrátil pět breakbolů a následně na dvorci dominoval, když Švýcarovi sebral tři servisy v řadě a zvítězil 6–1. Byl tak blízko dosažení „kanáru“ – poměru gamů 6–0, jenž Federer naposledy obdržel ve finále French Open 2008 od Nadala. Rozhodující hrou poslední sady se stal čtvrtý game, v němž basilejský rodák prolomil podání. Odpoutal se tak na rozdíl dvou her, když vedl 3–1. Následně již kontroloval vývoj k výhře 6–2 na gamy.
Ani pošestnácté ve vzájemných zápasech Federer s Ferrerem neprohrál, když zvýšil 100% bilanci na 16–0. Na Cincinnati Masters vybojoval rekordní šestou trofej – všechna finále vyhrál, stejně jako navýšil historický rekordní zápis v počtu 54 vítězných turnajů na tvrdém povrchu. Naposledy předtím triumfoval na turnaji série Masters o dva roky dříve v Cincinnati 2012. Triumfem v roce 2014 dobyl jubilejní osmdesátý singlový titul z okruhu ATP Tour. V otevřené éře nasbírali více trofejí pouze Jimmy Connors (109) a Ivan Lendl (94), kteří také byli do srpna 2014 jediní dva s více než osmdesáti turnajovými tituly. V sérii Masters se jednalo o dvacátý druhý Federerův vavřín, čímž zaostával o pět titulů na druhém místě za Nadalem.
Body za cincinnatskou výhru Švýcarovi zajistili třináctou účast v řadě na Turnaji mistrů, což znamenalo historický rekord ATP World Tour Finals.

#### US Open
Do čtvrtého grandslamu sezóny US Open vstupoval jako druhý nasazený v důsledku absence Nadala, který stále doléčoval zraněné zápěstí. Po titulu z předchozího Cinncinati Masters se řadil k hlavním favoritům. Ve Flushing Meadows tak mohl dosáhnout na šestou trofej. Současně prodloužil svůj rekord 60. účastí v grandslamové dvouhře bez přerušení, která trvala od Australian Open 2000, stejně jako rekordní zápisy v počtu 36 semifinále, 43 čtvrtfinále a 279 vítězných utkání na Grand Slamu.
V úvodních dvou kolech přehrál bez ztráty setu dva Australany. Prvním se stal Marinko Matosevic, s nímž dosáhl padésátého vítězného zápasu v sezóně. Po vyřazení druhého z nich, dobře servírujícího Sama Grotha, narazil na 42. muže žebříčku Marcela Granollerse, jenž mu odebral úvodní sadu. Poté však Švýcar převzal iniciativu a na dvorci dominoval, když soupeři v každém setu dovolil uhrát pouze jediný game. Druhým Španělem v pořadí se stal Roberto Bautista Agut, 19. hráč klasifikace, který na favorita nenašel recept a podlehl mu ve třech sadách.
Dramatický průběh měl čtvrtfinálový duel, v němž se Federer ocitl na prahu vyřazení. Dobře hrající Francouz Gaël Monfils z třetí světové desítky se ujal vedení 2–0 na sety. Podeváté v kariéře se basilejský rodák vzchopil a otočil tento nepříznivý poměr. Ve čtvrtém dějství dokonce za stavu gamů 4–5 odvrátil dva mečboly, při nichž hrál soupeř příliš pasivně, na jistotu. Následovala šňůra pěti vítězných her a zisk tří setů v řadě. Po 3.20 hodinách hry pronikl poprvé od roku 2011 do semifinále, kde se střetl s Chorvatem Marinem Čilićem. S ním měl stoprocentně aktivní předzápasovou bilanci 5–0. Výborně podávající Jihoslovan mu však nenabídl šanci, když předvedl téměř dokonalé představení. Třísetový uzavřel hrou, v níž příznačně nastřílel tři esa v řadě a zahrál vítězný bekhend. Čas úvodních dvou sad činil 1.02 hodiny. Až ve třetí dokázal Švýcar odskočit na rozdíl dvou her, když se ujal vedení 2–0. Čilić však manko rychle smazal a dalším prolomeným podáním získal celý zápas. Po skončení uvedl: „Myslím, že jsem předvedl svůj nejlepší zápas v kariéře … Prožívám nádherný den, jsem nadšený a cítím se fantasticky.“ Po vyřazení Djokoviće Japoncem Nišikorim ve druhém semifinále si tak o grandslamový titul, poprvé od Australian Open 2005, nezahrál nikdo z „velké čtyřky“, tedy Federera, Nadala, Djokoviće a Murrayho.

### Asijská část a Davis Cup

#### Semifinále Světové skupiny Davis Cupu
Poprvé od roku 2003 postoupili Švýcaři do semifinále soutěže. V polovině září přivítali na tvrdém povrchu ženevské haly Palexpo italský tým. Páteční program otevřel Federer a bez ztráty setu si poradil s italskou dvojkou Simonem Bolellim. Po Wawrinkově výhře a vedení 2:0 na zápasy, do sobotní čtyřhry nenastoupil. V ní tenisté helvetského kříže neuspěli. Třetí a rozhodující bod tak přidal Federer v zahajovacím singlu nedělního programu. Opět bez ztráty sady zdolal Fabia Fogniniho a posunul družstvo poprvé od roku 1992 do finále soutěže. Po porážce náhradníka Michaela Lammera zkorigovali Italové konečný výsledek utkání na 2:3.

#### Shanghai Masters
V první polovině října zavítal na předposlední událost mistrovské série – Shanghai Masters, z níž mu stále chyběla turnajová trofej.
Po volném losu svedl ve druhém kole napínavý souboj s Argentincem Leonardem Mayerem. V utkání se několikrát ocitl na prahu vyřazení, když odvrátil pět mečbolů v rozhodujícím setu. První dva z nich zachránil za stavu her 4–5 a 15:40. Další tři následovaly v tiebreaku, v níž prohrával již 2–5 na míče. Po šťastné koncovce jej vyzval 18. hráč žebříčku Roberto Bautista Agut, jehož porazil ve dvou setech. Ve čtvrtfinále uštědřil „kanára“ Francouzi Julienu Benneteauovi.
V semifinále se postavil proti jednomu z největších rivalů na okruhu, světové jedničce Novaku Djokovićovi. Výhrou 6–4 a 6–4 ukončil Srbovu 28zápasovou neporazitelnost na čínské půdě. Druhý šanghajský boj o titul svedl s dalším zástupcem francouzského tenisu Gillesem Simonem z konce třetí desítky. Po dvou vyhraných tiebreacích slavil 23. trofej ze série ATP Masters a premiérovou v Šanghaji. Potřinácté v kariéře tak odehrál během jedné sezóny více než 70 zápasů. Po svých nejlepších letech 2006–2007 dokázal v jediném roce dojít teprve potřetí do finále pěti Mastersů.
Na okruhu ATP Tour se jednalo o jeho 81. turnajové vítězství ve dvouhře. Čínskou událost tak vyhrál poprvé od Turnaje mistrů 2007. Zisk 1 000 bodů znamenal jeho nejvyšší postavení ve světové klasifikaci od 6. května 2013, když se v nádledném vydání z 13. října posunul před Nadala na 2. místo.

### Evropská halová sezóna

#### Swiss Indoors
V roli turnajové jedničky nastoupil v rodné Basileji do halového Swiss Indoors, konaného v St. Jakobshalle.

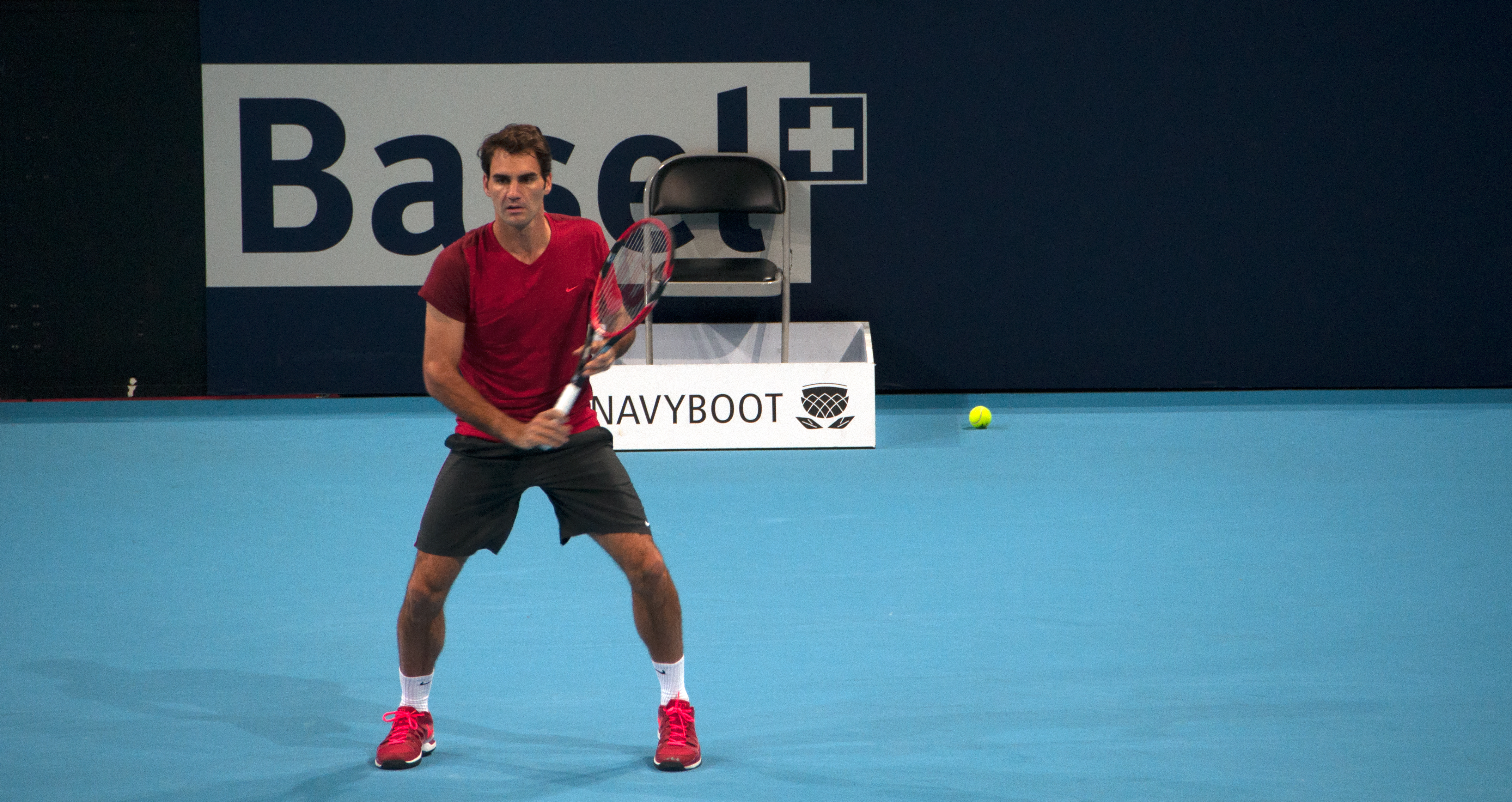
Na Swiss Indoors dosáhl rekordní jedenácté finálové účasti a vybojoval šestý titul

Na úvod přehrál ve dvou sadách Lucemburčana Gillese Müllera. Následovalo vyrovnané střetnutí proti uzbeckému hráči Denisi Istominovi, v němž otáčel ztrátu úvodního setu. Ve čtvrtfinále vyřadil světovou jedenáctku Grigora Dimitrova, když zvládl tiebreakovou koncovku úvodní sady. Při své dvanácté semifinálové účasti na turnaji si poradil s Chorvatem Ivem Karlovićem z počátku čtvrté desítky, ačkoli ztratil prostřední dějství.
V boji o titul hladce zdolal o deset let mladší belgickou turnajovou sedmičku Davida Goffina poměrem 6–2 a 6–2. Po 51 minutách hry využil první mečbol. Odehrál tak deváté |basilejské finále v řadě a celkově jedenácté na tomto turnaji, čímž vytvořil nový mužský rekord otevřené éry tenisu jako hráč, který se probojoval do nejvíce finále konkrétní události. Odpoutal se tak od Argentince Guillerma Vilase.

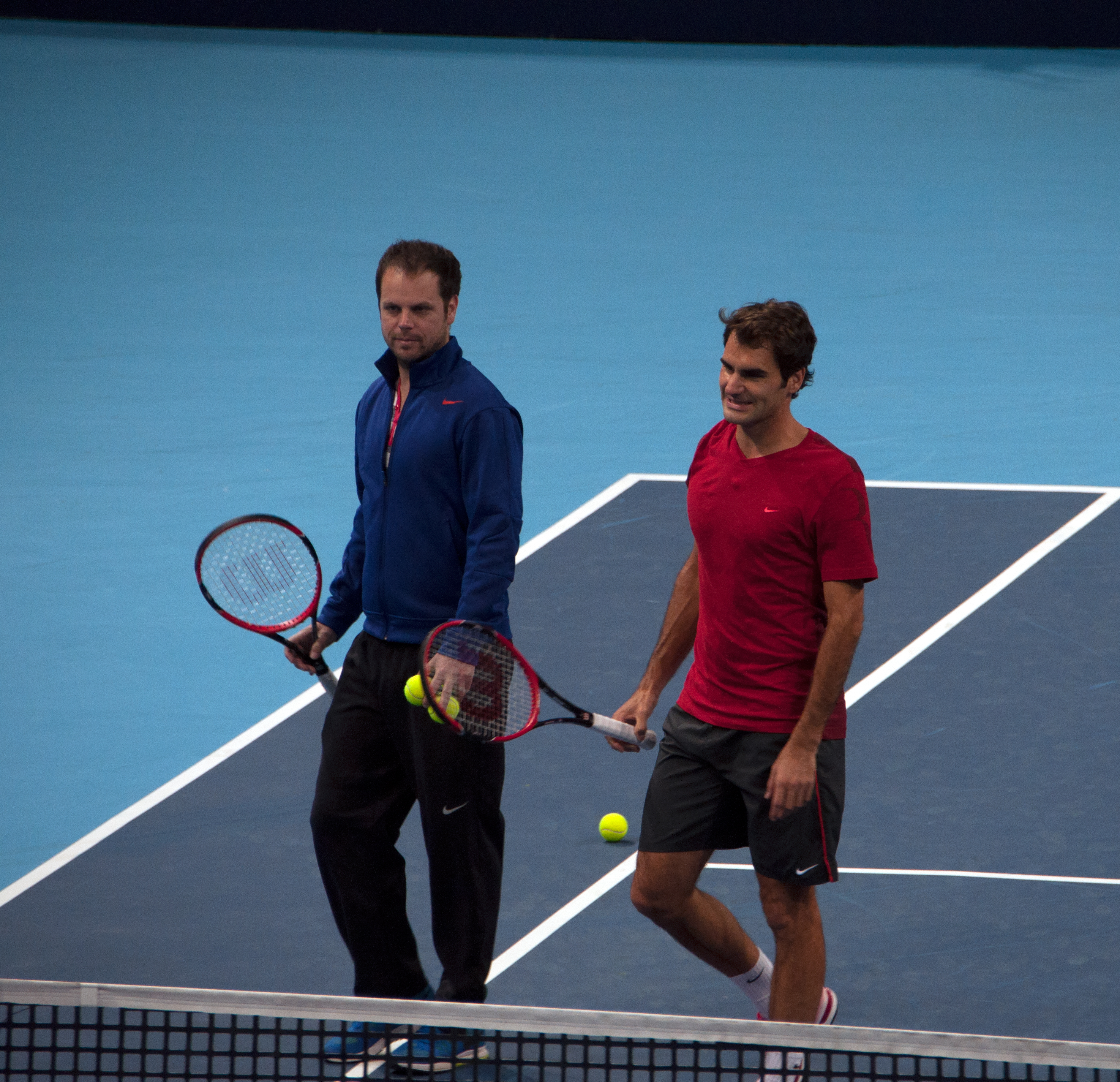
Federer s dlouholetým trenérem a krajanem Severinem Lüthim v Basileji

Na Swiss Indoors dobyl šestou trofej a úhrnem 82. singlový vavřín z okruhu ATP Tour. Basilejský podnik se pro něj stal šestou událostí, z níž si odvezl alespoň šest turnajových výher. Již dříve si stejný počet titulů zajistil na Cincinnati Masters, Turnaji mistrů a Dubai Tennis Championships, sedm si jich pak připsal na travnatých pažitech ve Wimbledonu a Halle Open. Během slavnostního ceremoniálu sdělil: „Bylo by to opravdu mimořádné. Nemůžete říct, že o nic nejde. Být světovou jedničkou je vážně něco, o čem to všechno je. Společně s pár turnaji, na kterých vám záleží.

#### BNP Paribas Masters
Na závěrečné deváté události roku v mistrovské sérii – BNP Paribas Masters, v pařížské hale Bercy, startoval jako druhý nasazený.
Po volném losu svedl dramatickou bitvu s francouzskou světovou třicítkou Jérémym Chardym. Poté, co si úvodní dvě sady oba rozdělili až v tiebreacích, prošel Švýcar do třetí fáze po výhře 6–4 v rozhodujícím setu. Tímto poměrem zvládl obě sady v zápase proti kvalifikantu Lucasi Pouilleovi. Ve čtvrtfinále však jeho cestu pavoukem ukončil Milos Raonic, když ve zkrácené hře druhého dějství neuhrál ani jeden míč. Poprvé tak ze sedmi vzájemných duelů odešel poražen.

#### ATP World Tour Finals
Na Turnaj mistrů do Londýna se kvalifikoval jako třetí v pořadí 18. srpna. Třináctou účastí v řadě vytvořil nový rekord a v celkovém počtu startů se dotáhl na Andreho Agassiho.
V základní skupině B neztratil ani jeden set. Nejdříve vrátil týden starou porážku světové osmičce Raonicovi. Poté si poradil s pátým hráčem žebříčku Keiem Nišikorim, aby na závěr deklasoval šestého muže pořadí Andyho Murrayho, kterému povolil pouze jeden game Při svém jubilejním 250. vítězném zápase v hale tak uštědřil Skotovi prvního kanára a ujal se vedení 12–11 ze vzájemných střetnutí. Jako první člen Velké čtyřky také docílil výhry 6–0 proti všem třem rivalům.
Dvanáctou účastí v semifinále se dotáhl na rekordní zápis Ivana Lendla. V třísetovém duelu proti krajanu Stanu Wawrinkovy byl na kraji vyřazení, když odvrátil čtyři mečboly. Přesto postoupil do svého devátého finále, což opět znamenalo vyrovnání Lendlova rekordu turnaje. Před nedělním nástupem na dvorec proti světové jedničce Novaku Djokovićovi však odstoupil vzhledem k zádovému poranění, které by znamenalo nehrát na sto procent. Před vyprodanou O2 arénou se basilejský rodák publiku omluvil: „Bohužel musím oznámit, že nejsem schopný dnes hrát finále proti Novakovi. Včera v závěru zápasu se Stanem jsem si poranil záda. Jsem velmi zklamaný a doufám, že se budu brzy cítit lépe.“ Teprve potřetí v kariéře odstoupil ze zápasu, když jich na svém kontě měl více než 1 200. Ani jednou přitom utkání neskrečoval. Poprvé se tak ve 45leté historii turnaje finálový duel neodehrál. Do sezóny 2015 Srb vstupoval s náskokem 1 810 bodů před Federerem.

### Finále Světové skupiny Davis Cupu

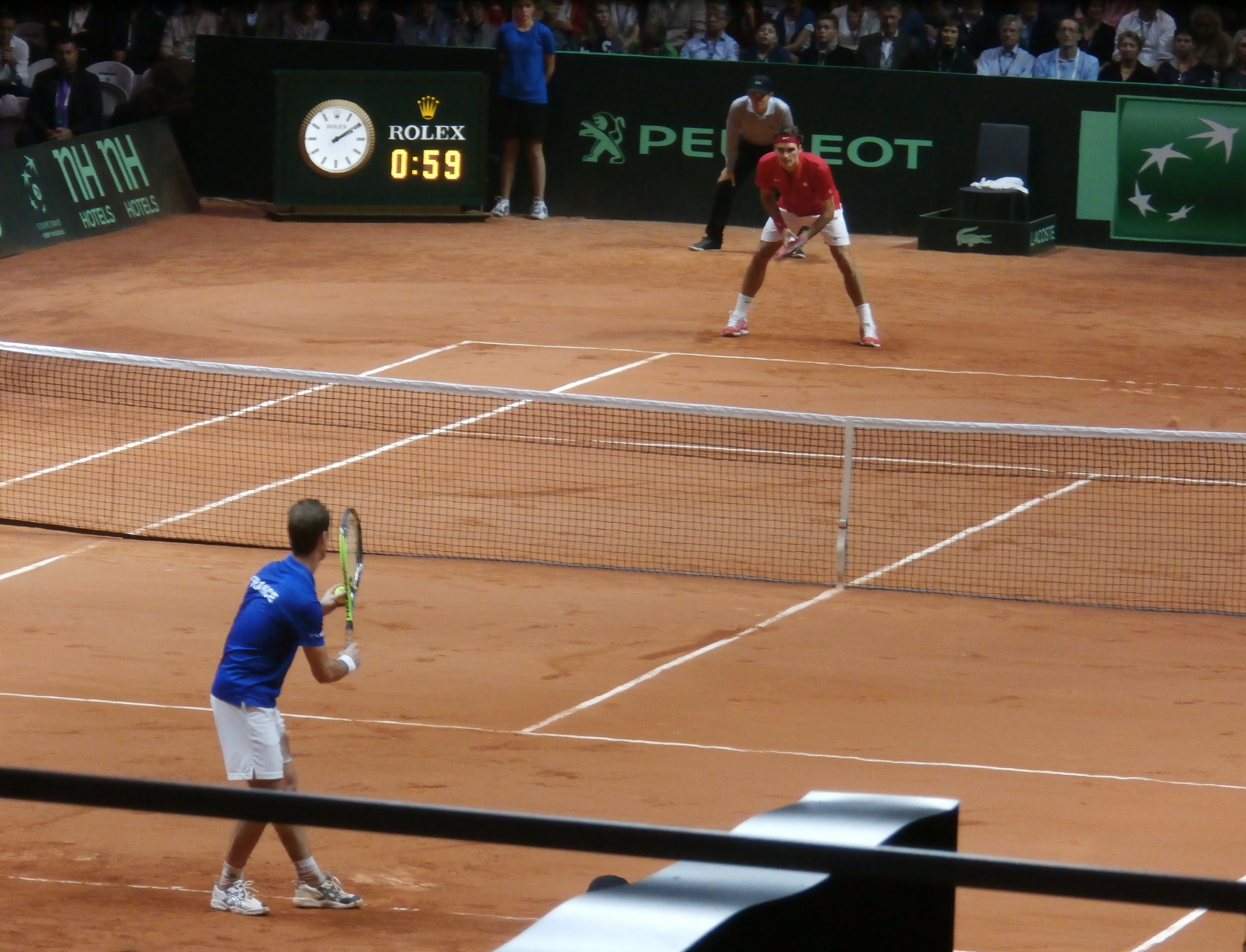
Na příjmu v rozhodujícím vítězném zápase finále Davis Cupu proti Francouzi Gasquetovi

Podruhé v historii se Švýcarsko probojovalo do finále soutěže, v níž startuje od roku 1923. V ročníku 1992 v boji o salátovou mísu podlehlo Spojeným státům 1:3 na zápasy. Mezi 21. až 23. listopadem hraje na antuce stadionu Stade Pierre-Mauroy v Lille s pátou nasazenou Francií.
Po Wawrinkově výhře nastoupil Federer do druhé páteční dvouhry proti dvojce Gaëlu Monfilsovi. Utkání nezvládl, když odešel poražen 0:3 na sety. Sobotní čtyřhra, jíž odehrál po boku Warinky, posunula Švýcary blíže k titulu vedením 2:1 na zápasy. Bez ztráty sady si v ní poradili s dvojicí Richard Gasquet a Julien Benneteau, jenž jako deblový specialista figuroval na 5. místě žebříčku ATP pro čtyřhru. Otevírací singl nedělního programu, před reordní návštěvou 27 448 diváků, znamenal Federerovo vítězství nad Gasquetem, jenž nahradil zraněnou francouzskou jedničku Jo-Wilfrieda Tsongu. Po setech 6–4, 6–2 a 6–2 přehrál bez zaváhání 26. hráče světové klasifikace, jemuž v zápase nepovolil ani jednu breakbolovou příležitost.
Federer tak dosáhl na poslední velkou tenisovou trofej, která mu ve sbírce scházela, když předtím vyhrál olympijské hry (ve čtyřhře) i Hopmanův pohár. Po finále přesto sdělil: „Nepotřeboval jsem tenhle titul pro sebe. Je pro naši zemi, pro všechny v týmu, kteří mají na triumfu velký podíl. Je to práce nás všech.“

## Přehled utkání

### Dvouhra: 85 (73–12)
| Turnaj | utkání | fáze        | soupeř                | ATP       | stav   | výsledek                          |
| Brisbane International Brisbane, Austrálie ATP World Tour 250 tvrdý, venku 30. prosince 2013 – 5. ledna 2014                   | –      | 1. kolo     | volný los             | volný los |        |                                   |
| Brisbane International Brisbane, Austrálie ATP World Tour 250 tvrdý, venku 30. prosince 2013 – 5. ledna 2014                   | 1139.  | 2. kolo     | Jarkko Nieminen       | 39.       | výhra  | 6–4, 6–2                          |
| Brisbane International Brisbane, Austrálie ATP World Tour 250 tvrdý, venku 30. prosince 2013 – 5. ledna 2014                   | 1140.  | čtvrtfinále | Marinko Matosevic     | 61.       | výhra  | 6–1, 6–1                          |
| Brisbane International Brisbane, Austrálie ATP World Tour 250 tvrdý, venku 30. prosince 2013 – 5. ledna 2014                   | 1141.  | semifinále  | Jérémy Chardy         | 34.       |        | 6–3, 6–7(3–7), 6–3                |
| Brisbane International Brisbane, Austrálie ATP World Tour 250 tvrdý, venku 30. prosince 2013 – 5. ledna 2014                   | 1142.  | finále      | Lleyton Hewitt        | 60.       | prohra | 1–6, 6–4, 3–6                     |
| Australian Open Melbourne, Austrálie Grand Slam tvrdý, venku 13.–26. ledna 2014                                                | 1143.  | 1. kolo     | James Duckworth       | 133.      | výhra  | 6–4, 6–4, 6–2                     |
| Australian Open Melbourne, Austrálie Grand Slam tvrdý, venku 13.–26. ledna 2014                                                | 1144   | 2. kolo     | Blaž Kavčič           | 99.       | výhra  | 6–2, 6–1, 7–6(7–4)                |
| Australian Open Melbourne, Austrálie Grand Slam tvrdý, venku 13.–26. ledna 2014                                                | 1145.  | 3. kolo     | Teimuraz Gabašvili    | 79.       | výhra  | 6–2, 6–2, 6–3                     |
| Australian Open Melbourne, Austrálie Grand Slam tvrdý, venku 13.–26. ledna 2014                                                | 1146.  | 4. kolo     | Jo-Wilfried Tsonga    | 10.       | výhra  | 6–3, 7–5, 6–4                     |
| Australian Open Melbourne, Austrálie Grand Slam tvrdý, venku 13.–26. ledna 2014                                                | 1147.  | čtvrtfinále | Andy Murray           | 4.        | výhra  | 6–3, 6–4, 6–7(6–8), 6–3           |
| Australian Open Melbourne, Austrálie Grand Slam tvrdý, venku 13.–26. ledna 2014                                                | 1148.  | semifinále  | Rafael Nadal          | 1.        | prohra | 6–7(4–7), 3–6, 3–6                |
| Davis Cup: 1. kolo Světové skupiny Novi Sad, Srbsko Davis Cup tvrdý, hala 31. ledna – 2. února 2014                            | 1149.  | 1. kolo     | Ilija Bozoljac        | 268.      | výhra  | 6–4, 7–5, 6–2                     |
| Dubai Duty Free Tennis Championships Dubaj, Spojené arabské emiráty ATP World Tour 500 tvrdý, venku 24. února – 1. března 2014 | 1150.  | 1. kolo     | Benjamin Becker       | 90.       | výhra  | 6–1, 6–4                          |
| Dubai Duty Free Tennis Championships Dubaj, Spojené arabské emiráty ATP World Tour 500 tvrdý, venku 24. února – 1. března 2014 | 1151.  | 2. kolo     | Radek Štěpánek        | 48.       | výhra  | 6–2, 6–7(4–7), 6–3                |
| Dubai Duty Free Tennis Championships Dubaj, Spojené arabské emiráty ATP World Tour 500 tvrdý, venku 24. února – 1. března 2014 | 1152.  | čtvrtfinále | Lukáš Rosol           | 49.       | výhra  | 6–2, 6–2                          |
| Dubai Duty Free Tennis Championships Dubaj, Spojené arabské emiráty ATP World Tour 500 tvrdý, venku 24. února – 1. března 2014 | 1153.  | semifinále  | Novak Djoković        | 2.        | výhra  | 3–6, 6–3, 6–2                     |
| Dubai Duty Free Tennis Championships Dubaj, Spojené arabské emiráty ATP World Tour 500 tvrdý, venku 24. února – 1. března 2014 | 1154.  | finále      | Tomáš Berdych         | 6.        | vítěz  | 3–6, 6–4, 6–3                     |
| BNP Paribas Open Indian Wells, Spojené státy ATP World Tour Masters 1000 tvrdý, venku 3.–16. března 2014                       |        | 1. kolo     | volný los             |           |        |                                   |
| BNP Paribas Open Indian Wells, Spojené státy ATP World Tour Masters 1000 tvrdý, venku 3.–16. března 2014                       | 1155.  | 2. kolo     | Paul-Henri Mathieu    | 123.      | výhra  | 6–2, 7–6(7–5)                     |
| BNP Paribas Open Indian Wells, Spojené státy ATP World Tour Masters 1000 tvrdý, venku 3.–16. března 2014                       | 1156.  | 3. kolo     | Dmitrij Tursunov      | 30.       | výhra  | 7–6(9–7), 7–6(7–2)                |
| BNP Paribas Open Indian Wells, Spojené státy ATP World Tour Masters 1000 tvrdý, venku 3.–16. března 2014                       | 1157.  | 4. kolo     | Tommy Haas            | 12.       | výhra  | 6–4, 6–4                          |
| BNP Paribas Open Indian Wells, Spojené státy ATP World Tour Masters 1000 tvrdý, venku 3.–16. března 2014                       | 1158.  | čtvrtfinále | Kevin Anderson        | 18.       | výhra  | 7–5, 6–1                          |
| BNP Paribas Open Indian Wells, Spojené státy ATP World Tour Masters 1000 tvrdý, venku 3.–16. března 2014                       | 1159.  | semifinále  | Alexandr Dolgopolov   | 31.       | výhra  | 6–3, 6–1                          |
| BNP Paribas Open Indian Wells, Spojené státy ATP World Tour Masters 1000 tvrdý, venku 3.–16. března 2014                       | 1160.  | finále      | Novak Djoković        | 2.        | prohra | 6–3, 3–6, 6–7(3–7)                |
| Sony Open Tennis Miami, Spojené státy ATP World Tour Masters 1000 tvrdý, venku 17.–30. března 2014                             |        | 1. kolo     | volný los             |           |        |                                   |
| Sony Open Tennis Miami, Spojené státy ATP World Tour Masters 1000 tvrdý, venku 17.–30. března 2014                             | 1161   | 2. kolo     | Ivo Karlović          | 53.       | výhra  | 6–4, 7–6(7–4)                     |
| Sony Open Tennis Miami, Spojené státy ATP World Tour Masters 1000 tvrdý, venku 17.–30. března 2014                             | 1162   | 3. kolo     | Thiemo de Bakker      | 162.      | výhra  | 6–3, 6–3                          |
| Sony Open Tennis Miami, Spojené státy ATP World Tour Masters 1000 tvrdý, venku 17.–30. března 2014                             | 1163   | 4. kolo     | Richard Gasquet       | 9.        | výhra  | 6–1, 6–2                          |
| Sony Open Tennis Miami, Spojené státy ATP World Tour Masters 1000 tvrdý, venku 17.–30. března 2014                             | 1164   | čtvrtfinále | Kei Nišikori          | 21.       | prohra | 6–3, 5–7, 4–6                     |
| Davis Cup: čtvrtfinále Světové skupiny Ženeva, Švýcarsko Davis Cup tvrdý, hala 4.–6. dubna 2014                                | 1165.  | čtvrtfinále | Michail Kukuškin      | 56.       | výhra  | 6–4, 6–4, 6–2                     |
| Davis Cup: čtvrtfinále Světové skupiny Ženeva, Švýcarsko Davis Cup tvrdý, hala 4.–6. dubna 2014                                | 1166.  | čtvrtfinále | Andrej Golubjev       | 64.       | výhra  | 7–6(7–0), 6–2, 6–3                |
| Monte-Carlo Rolex Masters Monte Carlo, Monako ATP World Tour Masters 1000 antuka, venku 12.–20. dubna 2014                     |        | 1. kolo     | volný los             |           |        |                                   |
| Monte-Carlo Rolex Masters Monte Carlo, Monako ATP World Tour Masters 1000 antuka, venku 12.–20. dubna 2014                     | 1167.  | 2. kolo     | Radek Štěpánek        | 41.       | výhra  | 6–1, 6–2                          |
| Monte-Carlo Rolex Masters Monte Carlo, Monako ATP World Tour Masters 1000 antuka, venku 12.–20. dubna 2014                     | 1168.  | 3. kolo     | Lukáš Rosol           | 47.       | výhra  | 6–4, 6–1                          |
| Monte-Carlo Rolex Masters Monte Carlo, Monako ATP World Tour Masters 1000 antuka, venku 12.–20. dubna 2014                     | 1169.  | čtvrtfinále | Jo-Wilfried Tsonga    | 12.       | výhra  | 2–6, 7–6(8–6), 6–1                |
| Monte-Carlo Rolex Masters Monte Carlo, Monako ATP World Tour Masters 1000 antuka, venku 12.–20. dubna 2014                     | 1170.  | semifinále  | Novak Djoković        | 2.        | výhra  | 7–5, 6–2                          |
| Monte-Carlo Rolex Masters Monte Carlo, Monako ATP World Tour Masters 1000 antuka, venku 12.–20. dubna 2014                     | 1171.  | finále      | Stan Wawrinka         | 3.        | prohra | 6–4, 6–7(5–7), 2–6                |
| Internazionali BNL d'Italia Řím, Itálie ATP World Tour Masters 1000 antuka, venku 12.–18. května 2014                          |        | 1. kolo     | volný los             |           |        |                                   |
| Internazionali BNL d'Italia Řím, Itálie ATP World Tour Masters 1000 antuka, venku 12.–18. května 2014                          | 1172.  | 2. kolo     | Jérémy Chardy         | 49.       | prohra | 6–1, 3–6, 6–7(6–8)                |
| French Open Paříž, Francie Grand Slam antuka, venku 26. května – 8. června 2014                                                | 1173.  | 1. kolo     | Lukáš Lacko           | 87.       | výhra  | 6–2, 6–4, 6–2                     |
| French Open Paříž, Francie Grand Slam antuka, venku 26. května – 8. června 2014                                                | 1174.  | 2. kolo     | Diego Schwartzman     | 109.      | výhra  | 6–3, 6–4, 6–4                     |
| French Open Paříž, Francie Grand Slam antuka, venku 26. května – 8. června 2014                                                | 1175.  | 3. kolo     | Dmitrij Tursunov      | 32.       | výhra  | 7–5, 6–7(7–9), 6–2, 6–4           |
| French Open Paříž, Francie Grand Slam antuka, venku 26. května – 8. června 2014                                                | 1176.  | 4. kolo     | Ernests Gulbis        | 17.       | prohra | 7–6(7–5), 6–7(3–7), 2–6, 6–4, 3–6 |
| Gerry Weber Open Halle, Německo ATP World Tour 250 tráva, venku 9.–16. června 2014                                             |        | 1. kolo     | volný los             |           |        |                                   |
| Gerry Weber Open Halle, Německo ATP World Tour 250 tráva, venku 9.–16. června 2014                                             | 1177.  | 2. kolo     | João Sousa            | 44.       | výhra  | 6–7(8–10), 6–4, 6–2               |
| Gerry Weber Open Halle, Německo ATP World Tour 250 tráva, venku 9.–16. června 2014                                             | –      | čtvrtfinále | Lu Jan-sun            | 48.       |        | bez boje                          |
| Gerry Weber Open Halle, Německo ATP World Tour 250 tráva, venku 9.–16. června 2014                                             | 1178.  | semifinále  | Kei Nišikori          | 12.       | výhra  | 6–3, 7–6(7–4)                     |
| Gerry Weber Open Halle, Německo ATP World Tour 250 tráva, venku 9.–16. června 2014                                             | 1179.  | finále      | Alejandro Falla       | 69.       | vítěz  | 7–6(7–2), 7–6(7–3)                |
| Wimbledon Londýn, Spojené království Grand Slam tráva, venku 23. června – 6. července 2014                                     | 1180.  | 1. kolo     | Paolo Lorenzi         | 83.       | výhra  | 6–1, 6–1, 6–3                     |
| Wimbledon Londýn, Spojené království Grand Slam tráva, venku 23. června – 6. července 2014                                     | 1181.  | 2. kolo     | Gilles Müller         | 103.      | výhra  | 6–3, 7–5, 6–3                     |
| Wimbledon Londýn, Spojené království Grand Slam tráva, venku 23. června – 6. července 2014                                     | 1182.  | 3. kolo     | Santiago Giraldo      | 35.       | výhra  | 6–3, 6–1, 6–3                     |
| Wimbledon Londýn, Spojené království Grand Slam tráva, venku 23. června – 6. července 2014                                     | 1183.  | 4. kolo     | Tommy Robredo         | 22.       | výhra  | 6–1, 6–4, 6–4                     |
| Wimbledon Londýn, Spojené království Grand Slam tráva, venku 23. června – 6. července 2014                                     | 1184.  | čtvrtfinále | Stan Wawrinka         | 3.        | výhra  | 3–6, 7–6(7–5), 6–4, 6–4           |
| Wimbledon Londýn, Spojené království Grand Slam tráva, venku 23. června – 6. července 2014                                     | 1185.  | semifinále  | Milos Raonic          | 9.        | výhra  | 6–4, 6–4, 6–4                     |
| Wimbledon Londýn, Spojené království Grand Slam tráva, venku 23. června – 6. července 2014                                     | 1186.  | finále      | Novak Djoković        | 2.        | prohra | 7–6(9–7), 4–6, 6–7(4–7), 7–5, 4–6 |
| Canada Masters Toronto, Kanada ATP World Tour Masters 1000 tvrdý, venku 4.–10. srpna 2014                                      | –      | 1. kolo     | volný los             |           |        |                                   |
| Canada Masters Toronto, Kanada ATP World Tour Masters 1000 tvrdý, venku 4.–10. srpna 2014                                      | 1187.  | 2. kolo     | Peter Polansky        | 129.      | výhra  | 6–2, 6–0                          |
| Canada Masters Toronto, Kanada ATP World Tour Masters 1000 tvrdý, venku 4.–10. srpna 2014                                      | 1188.  | 3. kolo     | Marin Čilić           | 18.       | výhra  | 7–6(7–5), 6–7(3–7), 6–4           |
| Canada Masters Toronto, Kanada ATP World Tour Masters 1000 tvrdý, venku 4.–10. srpna 2014                                      | 1189.  | čtvrtfinále | David Ferrer          | 7.        | výhra  | 6–3, 4–6, 6–3                     |
| Canada Masters Toronto, Kanada ATP World Tour Masters 1000 tvrdý, venku 4.–10. srpna 2014                                      | 1190.  | semifinále  | Feliciano López       | 25.       | výhra  | 6–3, 6–4                          |
| Canada Masters Toronto, Kanada ATP World Tour Masters 1000 tvrdý, venku 4.–10. srpna 2014                                      | 1191.  | finále      | Jo-Wilfried Tsonga    | 15.       | prohra | 5–7, 6–7(3–7)                     |
| Cincinnati Masters Cincinnati, Spojené státy ATP World Tour Masters 1000 tvrdý, venku 11.–17. srpna 2014                       | –      | 1. kolo     | volný los             |           |        |                                   |
| Cincinnati Masters Cincinnati, Spojené státy ATP World Tour Masters 1000 tvrdý, venku 11.–17. srpna 2014                       | 1192.  | 2. kolo     | Vasek Pospisil        | 46.       | výhra  | 7–6(7–4), 5–7, 6–2                |
| Cincinnati Masters Cincinnati, Spojené státy ATP World Tour Masters 1000 tvrdý, venku 11.–17. srpna 2014                       | 1193.  | 3. kolo     | Gaël Monfils          | 22.       | výhra  | 6–4, 4–6, 6–3                     |
| Cincinnati Masters Cincinnati, Spojené státy ATP World Tour Masters 1000 tvrdý, venku 11.–17. srpna 2014                       | 1194.  | čtvrtfinále | Andy Murray           | 9.        | výhra  | 6–3, 7–5                          |
| Cincinnati Masters Cincinnati, Spojené státy ATP World Tour Masters 1000 tvrdý, venku 11.–17. srpna 2014                       | 1195.  | semifinále  | Milos Raonic          | 7.        | výhra  | 6–2, 6–3                          |
| Cincinnati Masters Cincinnati, Spojené státy ATP World Tour Masters 1000 tvrdý, venku 11.–17. srpna 2014                       | 1196.  | finále      | David Ferrer          | 6.        | vítěz  | 6–3, 1–6, 6–2                     |
| US Open New York, Spojené státy Grand Slam tvrdý, venku 25. srpna – 8. září 2014                                               | 1197.  | 1. kolo     | Marinko Matosevic     | 76.       | výhra  | 6–3, 6–4, 7–6(7–4)                |
| US Open New York, Spojené státy Grand Slam tvrdý, venku 25. srpna – 8. září 2014                                               | 1198.  | 2. kolo     | Samuel Groth          | 104.      | výhra  | 6–4, 6–4, 6–4                     |
| US Open New York, Spojené státy Grand Slam tvrdý, venku 25. srpna – 8. září 2014                                               | 1199.  | 3. kolo     | Marcel Granollers     | 42.       | výhra  | 4–6, 6–1, 6–1, 6–1                |
| US Open New York, Spojené státy Grand Slam tvrdý, venku 25. srpna – 8. září 2014                                               | 1200.  | 4. kolo     | Roberto Bautista-Agut | 19.       | výhra  | 6–4, 6–3, 6–2                     |
| US Open New York, Spojené státy Grand Slam tvrdý, venku 25. srpna – 8. září 2014                                               | 1201.  | čtvrtfinále | Gaël Monfils          | 24.       | výhra  | 4–6, 3–6, 6–4, 7–5, 6–2           |
| US Open New York, Spojené státy Grand Slam tvrdý, venku 25. srpna – 8. září 2014                                               | 1202.  | semifinále  | Marin Čilić           | 16.       | prohra | 3–6, 4–6, 4–6                     |
| Davis Cup: semifinále Světové skupiny Ženeva, Švýcarsko Davis Cup tvrdý, hala 12.–14. září 2014                                | 1203.  | semifinále  | Simone Bolelli        | 76.       | výhra  | 7–6(7–5), 6–4, 6–4                |
| Davis Cup: semifinále Světové skupiny Ženeva, Švýcarsko Davis Cup tvrdý, hala 12.–14. září 2014                                | 1204.  | semifinále  | Fabio Fognini         | 17.       | výhra  | 6–2, 6–3, 7–6(7–4)                |
| Shanghai Rolex Masters Šanghaj, Čína ATP World Tour Masters 1000 tvrdý, venku 6.–12. října 2014                                | –      | 1. kolo     | volný los             |           |        |                                   |
| Shanghai Rolex Masters Šanghaj, Čína ATP World Tour Masters 1000 tvrdý, venku 6.–12. října 2014                                | 1205.  | 2. kolo     | Leonardo Mayer        | 25.       | výhra  | 7–5, 3–6, 7–6(9–7)                |
| Shanghai Rolex Masters Šanghaj, Čína ATP World Tour Masters 1000 tvrdý, venku 6.–12. října 2014                                | 1206.  | 3. kolo     | Roberto Bautista Agut | 18.       | výhra  | 6–4, 6–2                          |
| Shanghai Rolex Masters Šanghaj, Čína ATP World Tour Masters 1000 tvrdý, venku 6.–12. října 2014                                | 1207.  | čtvrtfinále | Julien Benneteau      | 28.       | výhra  | 7–6(7–4), 6–0                     |
| Shanghai Rolex Masters Šanghaj, Čína ATP World Tour Masters 1000 tvrdý, venku 6.–12. října 2014                                | 1208.  | semifinále  | Novak Djoković        | 1.        | výhra  | 6–4, 6–4                          |
| Shanghai Rolex Masters Šanghaj, Čína ATP World Tour Masters 1000 tvrdý, venku 6.–12. října 2014                                | 1209.  | finále      | Gilles Simon          | 29.       | vítěz  | 7–6(8–6), 7–6(7–2)                |
| Swiss Indoors Basel Basilej, Švýcarsko ATP World Tour 500 tvrdý, hala 20.–26. října 2014                                       | 1210.  | 1. kolo     | Gilles Müller         | 53.       | výhra  | 6–2, 6–1                          |
| Swiss Indoors Basel Basilej, Švýcarsko ATP World Tour 500 tvrdý, hala 20.–26. října 2014                                       | 1211.  | 2. kolo     | Denis Istomin         | 55.       | výhra  | 3–6, 6–3, 6–4                     |
| Swiss Indoors Basel Basilej, Švýcarsko ATP World Tour 500 tvrdý, hala 20.–26. října 2014                                       | 1212.  | čtvrtfinále | Grigor Dimitrov       | 11.       | výhra  | 7–6(7–4), 6–2                     |
| Swiss Indoors Basel Basilej, Švýcarsko ATP World Tour 500 tvrdý, hala 20.–26. října 2014                                       | 1213.  | semifinále  | Ivo Karlović          | 31.       | výhra  | 7–6(10–8), 3–6, 6–3               |
| Swiss Indoors Basel Basilej, Švýcarsko ATP World Tour 500 tvrdý, hala 20.–26. října 2014                                       | 1214.  | finále      | David Goffin          | 28.       | vítěz  | 6–2, 6–2                          |
| BNP Paribas Masters Paříž, Francie ATP World Tour Masters 1000 tvrdý, hala 27. října – 2. listopadu 2014                       | –      | 1. kolo     | volný los             |           |        |                                   |
| BNP Paribas Masters Paříž, Francie ATP World Tour Masters 1000 tvrdý, hala 27. října – 2. listopadu 2014                       | 1215.  | 2. kolo     | Jérémy Chardy         | 30.       | výhra  | 7–6(7–5), 6–7(5–7), 6–4           |
| BNP Paribas Masters Paříž, Francie ATP World Tour Masters 1000 tvrdý, hala 27. října – 2. listopadu 2014                       | 1216.  | 3. kolo     | Lucas Pouille         | 176.      | výhra  | 6–4, 6–4                          |
| BNP Paribas Masters Paříž, Francie ATP World Tour Masters 1000 tvrdý, hala 27. října – 2. listopadu 2014                       | 1217.  | čtvrtfinále | Milos Raonic          | 10.       | prohra | 6–7(5–7), 5–7                     |
| ATP World Tour Finals Londýn, Spojené království ATP World Tour Finals tvrdý, hala 9.–16. listopadu 2014                       | 1218.  | zs          | Milos Raonic          | 8.        | výhra  | 6–1, 7–6(7–0)                     |
| ATP World Tour Finals Londýn, Spojené království ATP World Tour Finals tvrdý, hala 9.–16. listopadu 2014                       | 1219.  | zs          | Kei Nišikori          | 5.        | výhra  | 6–3, 6–2                          |
| ATP World Tour Finals Londýn, Spojené království ATP World Tour Finals tvrdý, hala 9.–16. listopadu 2014                       | 1220.  | zs          | Andy Murray           | 6.        | výhra  | 6–0, 6–1                          |
| ATP World Tour Finals Londýn, Spojené království ATP World Tour Finals tvrdý, hala 9.–16. listopadu 2014                       | 1221.  | semifinále  | Stan Wawrinka         | 4.        | výhra  | 4–6, 7–5, 7–6(8–6)                |
| ATP World Tour Finals Londýn, Spojené království ATP World Tour Finals tvrdý, hala 9.–16. listopadu 2014                       | –      | finále      | Novak Djoković        | 1.        |        | bez boje                          |
| Davis Cup: finále Světové skupiny Lille, Francie Davis Cup antuka, hala 21.–23. listopadu 2014                                 | 1222.  | finále      | Gaël Monfils          | 19.       | prohra | 1–6, 4–6, 3–6                     |
| Davis Cup: finále Světové skupiny Lille, Francie Davis Cup antuka, hala 21.–23. listopadu 2014                                 | 1223.  | finále      | Richard Gasquet       | 26.       | výhra  | 6–4, 6–2, 6–2                     |
| ATP – postavení na žebříčku ATP; zs – základní skupina                                                                         |        |             |                       |           |        |                                   |

### Čtyřhra: 12 (8–4)
| Turnaj | utkání | fáze    | spoluhráč         | soupeři                                  | ATP       | stav   | výsledek                     |
| Brisbane International Brisbane, Austrálie ATP World Tour 250 tvrdý, venku 30. prosince 2013 – 5. ledna 2014 | 204.   | 1. kolo | Nicolas Mahut     | Jean-Julien Rojer Horia Tecău            | 15. 23.   | výhra  | 7–5, 7–6(7–5)                |
| Brisbane International Brisbane, Austrálie ATP World Tour 250 tvrdý, venku 30. prosince 2013 – 5. ledna 2014 | 205.   | ČF      | Nicolas Mahut     | Jérémy Chardy Grigor Dimitrov            | 92. 67.   | výhra  | 7–6(7–3), 6–7(5–7), [11–9]   |
| Brisbane International Brisbane, Austrálie ATP World Tour 250 tvrdý, venku 30. prosince 2013 – 5. ledna 2014 | 206.   | SF      | Nicolas Mahut     | Juan Sebastián Cabal Robert Farah Maksúd | 43. 48.   | prohra | 6–7(5–7), 3–6                |
| BNP Paribas Open Indian Wells, Spojené státy ATP World Tour Masters 1000 tvrdý, venku 3.–16. března 2014     | 207.   | 1. kolo | Stan Wawrinka     | Rohan Bopanna Ajsám Kúreší               | 12. 14.   | výhra  | 6–2, 6–7(4–7), [10–6]        |
| BNP Paribas Open Indian Wells, Spojené státy ATP World Tour Masters 1000 tvrdý, venku 3.–16. března 2014     | 208.   | 2. kolo | Stan Wawrinka     | Ernests Gulbis Milos Raonic              | 807. 137. | výhra  | 7–6(7–3), 7–6(7–4)           |
| BNP Paribas Open Indian Wells, Spojené státy ATP World Tour Masters 1000 tvrdý, venku 3.–16. března 2014     | 209.   | ČF      | Stan Wawrinka     | Leander Paes Radek Štěpánek              | 10. 8.    | výhra  | 6–3, 6–7(6–8), [10–4]        |
| BNP Paribas Open Indian Wells, Spojené státy ATP World Tour Masters 1000 tvrdý, venku 3.–16. března 2014     | 210.   | SF      | Stan Wawrinka     | Alexander Peya Bruno Soares              | 3.        | prohra | 4–6, 1–6                     |
| Davis Cup čtvrtfinále Světové skupiny Ženeva, Švýcarsko Davis Cup tvrdý, hala 4.–6. dubna 2014               | 211.   | ČF      | Stan Wawrinka     | Andrej Golubjev Oleksandr Nedověsov      | 161. 126. | prohra | 4–6, 6–7(5–7), 6–4, 6–7(6–8) |
| Gerry Weber Open Halle, Německo ATP World Tour 250 tráva, venku 9.–16. června 2014                           | –      | 1. kolo | Marco Chiudinelli | Martin Emmrich Andreas Seppi             | 50. 58.   |        | bez boje                     |
| Gerry Weber Open Halle, Německo ATP World Tour 250 tráva, venku 9.–16. června 2014                           | 212.   | ČF      | Marco Chiudinelli | Alejandro Falla Santiago Giraldo         | 554. 306. | výhra  | 6–3, 6–3                     |
| Gerry Weber Open Halle, Německo ATP World Tour 250 tráva, venku 9.–16. června 2014                           | 213.   | SF      | Marco Chiudinelli | Dustin Brown Jan-Lennard Struff          | 109. 443. | výhra  | 7–5, 6–3                     |
| Gerry Weber Open Halle, Německo ATP World Tour 250 tráva, venku 9.–16. června 2014                           | 214.   | finále  |                   | Andre Begemann Julian Knowle             | 49. 42.   | prohra | 6–1, 5–7, [10–12]            |
| Davis Cup finále Světové skupiny Lille, Francie Davis Cup antuka, hala 21.–23. listopadu 2014                | 215.   | finále  | Stan Wawrinka     | Julien Benneteau Richard Gasquet         | 5. 189.   | výhra  | 6–3, 7–5, 6–4                |
| ČF – čtvrtfinále, SF – semifinále; ATP – postavení na žebříčku ATP                                           |        |         |                   |                                          |           |        |                              |

## Přehled finále
| Legenda                           |
| Grand Slam (0–1 D)                |
| ATP World Tour Finals (0–1 D)     |
| ATP Masters Series (2–3 D)        |
| ATP World Tour 500 (2–0 D)        |
| ATP World Tour 250 (1–1 D; 0–1 Č) |
| D – dvouhra; Č – čtyřhra          |

| Finále dle povrchu   |
| -------------------- |
| tvrdý (4–4 D)        |
| antuka (0–1 D)       |
| tráva (1–1 D; 0–1 Č) |

| Finále dle místa     |
| -------------------- |
| venku (4–5 D; 0–1 Č) |
| hala (1–1 D)         |

### Dvouhra: 11 (5–6)
| stav      | č.  | datum              | turnaj                             | povrch    | soupeř ve finále   | výsledek                          |
| --------- | --- | ------------------ | ---------------------------------- | --------- | ------------------ | --------------------------------- |
| Finalista | 37. | 5. ledna 2014      | Brisbane, Austrálie                | tvrdý     | Lleyton Hewitt     | 1–6, 6–4, 3–6                     |
| Vítěz     | 78. | 1. března 2014     | Dubaj, Spojené arabské emiráty (6) | tvrdý     | Tomáš Berdych      | 3–6, 6–4, 6–3                     |
| Finalista | 38. | 16. března 2014    | Indian Wells, Spojené státy        | tvrdý     | Novak Djoković     | 6–3, 3–6, 6–7(3–7)                |
| Finalista | 39. | 20. dubna 2014     | Monte Carlo, Monako (4)            | antuka    | Stan Wawrinka      | 6–4, 6–7(5–7), 2–6                |
| Vítěz     | 79. | 15. června 2014    | Halle, Německo (7)                 | tráva     | Alejandro Falla    | 7–6(7–2), 7–6(7–3)                |
| Finalista | 40. | 6. července 2014   | Wimbledon, Spojené království (2)  | tráva     | Novak Djoković     | 7–6(9–7), 4–6, 6–7(4–7), 7–5, 4–6 |
| Finalista | 41. | 10. srpna 2014     | Toronto, Kanada                    | tvrdý     | Jo-Wilfried Tsonga | 5–7, 6–7(3–7)                     |
| Vítěz     | 80. | 18. srpna 2014     | Cincinnati, Spojené státy (6)      | tvrdý     | David Ferrer       | 6–3, 1–6, 6–2                     |
| Vítěz     | 81. | 12. října 2014     | Šanghaj, ČLR                       | tvrdý     | Gilles Simon       | 7–6(8–6), 7–6(7–2)                |
| Vítěz     | 82. | 26. října 2014     | Basilej, Švýcarsko (6)             | tvrdý (h) | David Goffin       | 6–2, 6–2                          |
| Finalista | —   | 16. listopadu 2014 | Londýn, Spojené království         | tvrdý (h) | Novak Djoković     | bez boje                          |

### Čtyřhra: 1 (0–1)
| stav      | č. | datum           | turnaj         | povrch | spoluhráč         | soupeři ve finále            | výsledek          |
| --------- | -- | --------------- | -------------- | ------ | ----------------- | ---------------------------- | ----------------- |
| Finalista | 6. | 15. června 2014 | Halle, Německo | tráva  | Marco Chiudinelli | Andre Begemann Julian Knowle | 6–1, 5–7, [10–12] |

### Družstva: 1 (1–0)
| Stav  | Č. | Datum                  | Soutěž                   | Povrch     | Spoluhráči                                     | Soupeři ve finále                                                | Výsledek |
| ----- | -- | ---------------------- | ------------------------ | ---------- | ---------------------------------------------- | ---------------------------------------------------------------- | -------- |
| Vítěz | 1. | 21.–23. listopadu 2014 | Davis Cup Lille, Francie | antuka (h) | Stan Wawrinka Marco Chiudinelli Michael Lammer | Jo-Wilfried Tsonga Gaël Monfils Julien Benneteau Richard Gasquet | 3–1      |

## Finanční odměny
| turnaj                                        | turnaj                                        | finanční odměna | celkem      |
| --------------------------------------------- | --------------------------------------------- | --------------- | ----------- |
| Brisbane International(z toho čtyřhra $3 550) | Brisbane International(z toho čtyřhra $3 550) | $46 760         | $46 760     |
| Australian Open                               | Australian Open                               | A$540 000       | $532 382    |
| Dubai Duty Free Tennis Championships          | Dubai Duty Free Tennis Championships          | $465 830        | $998 212    |
| BNP Paribas Open(z toho čtyřhra $31 550)      | BNP Paribas Open(z toho čtyřhra $31 550)      | $531 550        | $1 529 762  |
| Sony Open Tennis                              | Sony Open Tennis                              | $98 130         | $1 627 892  |
| Monte-Carlo Rolex Masters                     | Monte-Carlo Rolex Masters                     | €269 150        | $2 001 552  |
| Internazionali BNL d'Italia                   | Internazionali BNL d'Italia                   | €18 860         | $2 027 498  |
| French Open                                   | French Open                                   | €125 000        | $2 170 760  |
| Gerry Weber Open(z toho čtyřhra €10 290)      | Gerry Weber Open(z toho čtyřhra €10 290)      | €139 150        | $2 387 584  |
| Wimbledon                                     | Wimbledon                                     | £880 000        | $3 884 288  |
| Rogers Cup                                    | Rogers Cup                                    | $293 650        | $4 177 938  |
| Western & Southern Open                       | Western & Southern Open                       | $638 850        | $4 816 788  |
| US Open(z toho bonus $62 500)                 | US Open(z toho bonus $62 500)                 | $792 500        | 5 609 288   |
| Shanghai Rolex Masters                        | Shanghai Rolex Masters                        | $798 540        | $6 407 828  |
| Swiss Indoors Basel                           | Swiss Indoors Basel                           | €352 355        | $6 857 292  |
| BNP Paribas Masters                           | BNP Paribas Masters                           | €71 700         | $6 948 122  |
| Barclays ATP World Tour Finals                | Barclays ATP World Tour Finals                | $1 095 000      | $8 043 122  |
| bonus                                         | bonus                                         | $1 350 000      | $9 393 122  |
| Přehled                                       | výdělek v sezóně                              |                 | $9 393 122  |
| Přehled                                       | výdělek v kariéře                             |                 | $88 611 538 |
| kurziva – turnajový titul                     |                                               |                 |             |

## Vzájemný poměr utkání
Přehled uvádí vzájemný poměr utkání dvouhry Rogera Federera:
aktivní poměr
- Novak Djoković, 3–2
- Andy Murray, 3–0
- Milos Raonic, 3–1
- Roberto Bautista Agut, 2–0
- David Ferrer, 2–0
- Richard Gasquet, 2–0
- Jérémy Chardy, 2–1
- Ivo Karlović, 2–0
- Marinko Matosevic, 2–0
- Gilles Müller, 2–0
- Gaël Monfils, 2–1
- Kei Nišikori, 2–1
- Lukáš Rosol, 2–0
- Radek Štěpánek, 2–0
- Jo-Wilfried Tsonga, 2–1
- Dmitrij Tursunov, 2–0
- Stan Wawrinka, 2–1
- Kevin Anderson, 1–0
- Thiemo de Bakker, 1–0
- Benjamin Becker, 1–0
- Julien Benneteau, 1–0
- Tomáš Berdych, 1–0
- Ilija Bozoljac, 1–0
- Grigor Dimitrov, 1–0
- Alexandr Dolgopolov, 1–0
- James Duckworth, 1–0
- Alejandro Falla, 1–0
- Fabio Fognini, 1–0
- Teimuraz Gabašvili, 1–0
- Santiago Giraldo, 1–0
- David Goffin, 1–0
- Andrej Golubjev, 1–0
- Marcel Granollers, 1–0
- Sam Groth, 1–0
- Tommy Haas, 1–0
- Denis Istomin, 1–0
- Blaž Kavčič, 1–0
- Michail Kukuškin, 1–0
- Lukáš Lacko, 1–0
- Feliciano López, 1–0
- Paolo Lorenzi, 1–0
- Paul-Henri Mathieu, 1–0
- Leonardo Mayer, 1–0
- Jarkko Nieminen, 1–0
- Peter Polansky, 1–0
- Vasek Pospisil, 1–0
- Lucas Pouille, 1–0
- Tommy Robredo, 1–0
- Diego S. Schwartzman, 1–0
- Gilles Simon, 1–0
- João Sousa, 1–0

vyrovnaný poměr
- Marin Čilić, 1–1

pasivní poměr
- Ernests Gulbis, 0–1
- Lleyton Hewitt, 0–1
- Rafael Nadal, 0–1